# Experiminta
Die Experiminta (zusammengesetzt aus Experiment und MINT) ist ein Science Center, also eine Art Mitmach-Museum, in Frankfurt am Main, das durch ehrenamtliches Engagement am 1. März 2011 eröffnet wurde. Das Museum umfasst ca. 120 interaktive Versuchsstationen. Anders als in den meisten Museen ist hier ausdrücklich das Ausprobieren und Anfassen erwünscht. Es wird vom gleichnamigen Förderverein betrieben. Mit etwa 90.000 Besuchern pro Jahr aus allen Altersgruppen ist das Science Center gemessen an der Besucherzahl das neuntgrößte Museum in Frankfurt am Main.

## Geschichte

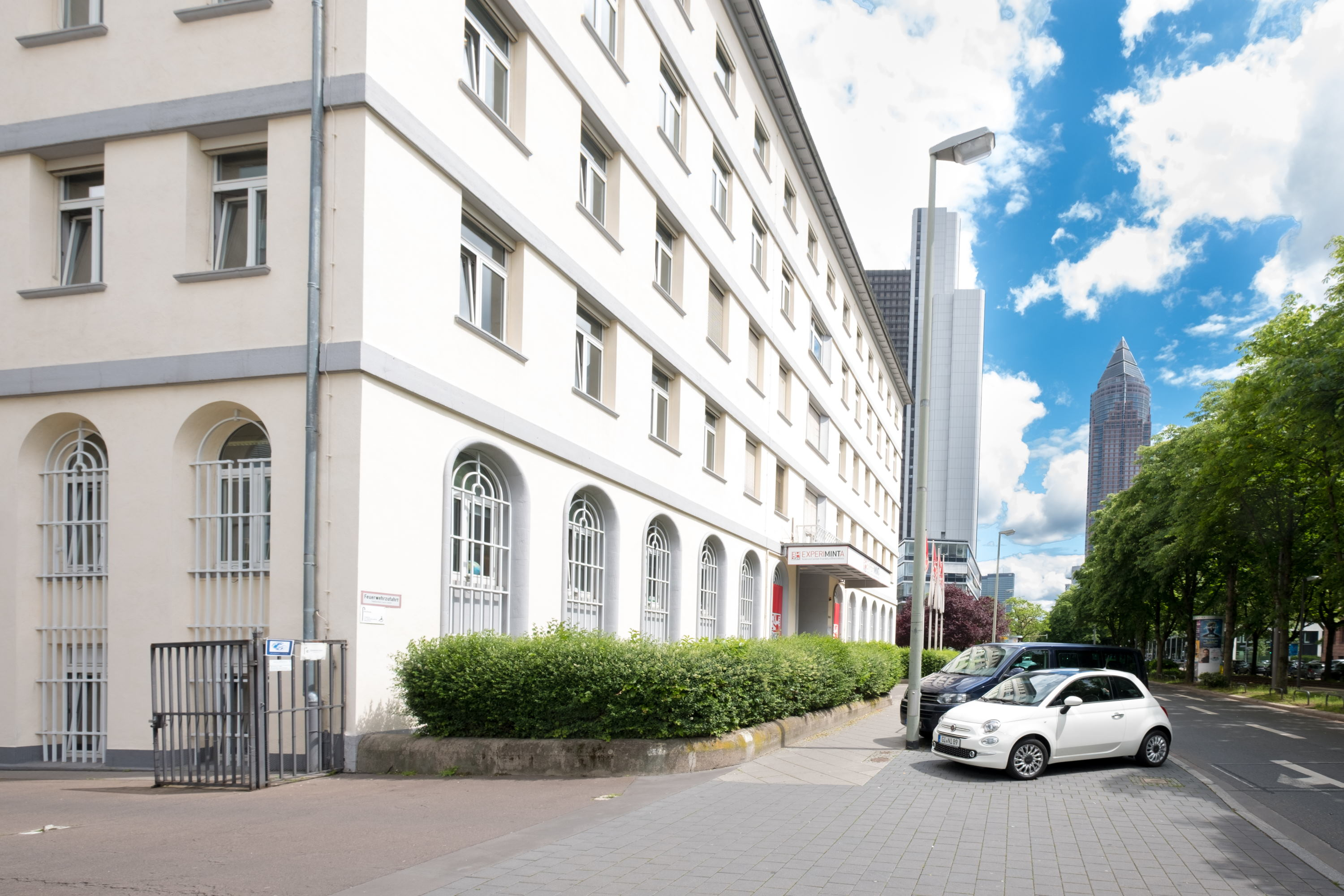
Außenansicht auf das Experiminta ScienceCenter

Mit der Bildung der Bürgerinitiative für ein „Zentrum für mathematisch-naturwissenschaftliche Kultur (ZMNK)“ begann im Jahr 2006 die Planung in Gesprächen mit dem Physikalischen Verein, der Stiftung Polytechnische Gesellschaft sowie der IHK Frankfurt am Main, der Goethe-Universität, der Stadt Frankfurt, dem hessischen Kultusministerium und weiteren Institutionen und Stiftungen.
Mit Unterstützung der Flensburger Phänomenta und des Mathematikums aus Gießen fand im November 2007 eine temporäre Ausstellung statt, zu der ca. 10.000 Besucher kamen. Der Erfolg dieser Ausstellung motivierte die Mitglieder der Initiative, einen Förderverein ins Leben zu rufen, um eine dauerhafte Einrichtung in Frankfurt am Main zu schaffen.
Die Gründung des gemeinnützigen Fördervereins ExperiMINTa Frankfurt am Main e. V. erfolgte im Frühjahr 2008. Der Vorstand und viele der Mitarbeiter arbeiten ehrenamtlich; der Verein betreibt das Science Center.
Intensiv wurde an einem Ausstellungskonzept gearbeitet, das bereits im Sommer von einer Arbeitsgruppe im Wesentlichen bestätigt wurde.
Am 1. März 2011 eröffnete die Experiminta in der Hamburger Allee in Frankfurt-Bockenheim ihre dauerhafte Einrichtung. Zu Gast bei der Eröffnung war unter anderem auch die damalige hessische Kultusministerin Dorothea Henzler, die auf die Bedeutung eines solchen Zentrums für die Bildung in naturwissenschaftlichen und technischen Berufen hinwies.
Im März 2016 feierte die Experiminta ihr 5-jähriges Bestehen. Beim Festakt zu Gast war auch der hessische Wissenschaftsminister Boris Rhein. Er betonte, dass die Experiminta dazu beitrage, dem Fachkräftemangel im MINT-Bereich langfristig zu begegnen.

## Didaktisches Konzept

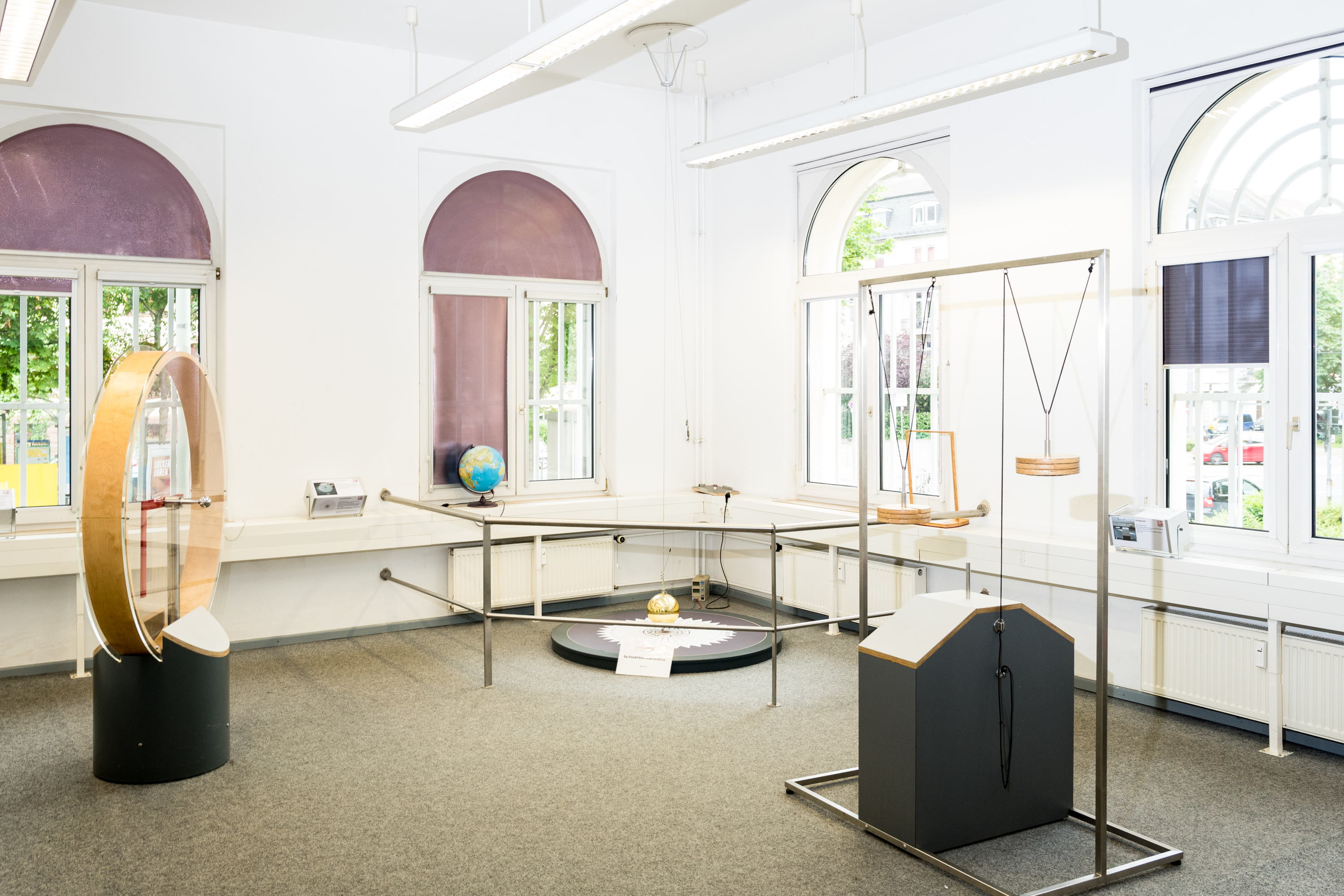
Blick in einen der Ausstellungsräume der Experiminta, der verschiedene Experimentierstationen bereithält

In dem Science Center stehen interaktive Experimentierstationen im Vordergrund. Der Zugang zu Mathematik, Informatik, Naturwissenschaften und Technik (MINT) erfolgt nicht über die Theorie, sondern spielerisch über „hands on“, über das Experimentieren und das Begreifen.
Das Ausstellungskonzept umfasst rund 130 Experimentierstationen, die neun Themenkreisen zugeordnet sind, z. B. „Schnell und Langsam“ (Bewegung), „Stark und Schwach“ (Kraft) oder „Sparsam und Verschwenderisch“ (Energie und Umwelt). Die Besucher sollen die Zusammenhänge erkennen und verstehen lernen. Ursachen und Wirkungen von Handlungen und äußeren Einflüssen sollen hier deutlich herausgearbeitet werden.
Neben der Dauerausstellung bietet die Experiminta Sonderausstellungen, Familienvorträge, Workshops, „Experiminta on Tour“ (Experimentieren vor Ort z. B. auf Stadtfesten), das Projekt „Experiminta im Krankenhaus“, ein Projekt zur Berufsorientierung „MINT – die Stars von morgen“ (mit anderen hessischen Science Centern), „Sprachförderung für Migranten“ und vieles andere mehr.
Das Science Center dient ferner der Aus- und Fortbildung von Lehrkräften sowie Erziehern.
Es bestehen Kooperationsvereinbarungen mit der Goethe-Universität, der Frankfurt University of Applied Sciences (Fachhochschule) und mehreren Frankfurter Gymnasien
Das hessische Kultusministerium hat Experiminta als außerschulischen Lernort anerkannt.
Die Experiminta wird von der Stadt Frankfurt, dem Land Hessen, zahlreichen Stiftungen und mehreren Firmen der Region unterstützt.
Am 18. Dezember 2012 erhielt das Museum die Landesauszeichnung „Soziales Bürgerengagement“ durch das Hessische Sozialministerium und die Anerkennung durch die Robert-Bosch-Stiftung. Die Stadt Frankfurt würdigte das bürgerschaftliche Engagement des Science Centers am 15. November 2016 mit der Verleihung der Walter-Möller-Plakette, die durch Oberbürgermeister Peter Feldmann überreicht wurde.